# Émile Lejeune
Émile Lejeune (ur. 17 lutego 1938 w Dalhem, zm. 28 grudnia 2024) – belgijski piłkarz grający na pozycji obrońcy. Był reprezentantem Belgii.

## Kariera klubowa
Całą swoją karierę piłkarską Lejeune spędził w klubie RFC Liège, w którym w sezonie 1959/1960 zadebiutował w pierwszej lidze belgijskiej i grał w nim do 1971 roku. W sezonie 1960/1961 wywalczył z nim wicemistrzostwo Belgii.

## Kariera reprezentacyjna
W reprezentacji Belgii Lejeune zadebiutował 30 października 1960 w wygranym 2:1 towarzyskim meczu z Węgrami, rozegranym w Brukseli. W swojej karierze grał w eliminacjach do MŚ 1962. Od 1960 do 1962 rozegrał w kadrze narodowej 10 meczów.